# Yatasto
Yatasto fue un famoso pura sangre argentino, nacido en 1948. Considerado por el ambiente del Turf, quizás como el mejor caballo de su época.
Era hijo del padrillo británico Selim Hassan y de la yegua argentina Yucca, hija del padrillo argentino Congreve.
En 1951 se consagró vencedor de la Cuádruple Corona de la hípica argentina, al vencer en el Gran Premio Carlos Pellegrini, el Gran Premio Polla de Potrillos, el Gran Premio Jockey Club y el Gran Premio Nacional. Dicho año además, resultó vencedor del Clásico Miguel Cané, el Clásico Montevideo, el Clásico R. Chevalier, el Clásico Santiago Luro y el Clásico Guillermo Kemmis. 
En 1952, venció en el Gran Premio de Honor, el Clásico Chacabuco y el Clásico Pueyrredón. En 1953, ganó por segunda oportunidad el Gran Premio de Honor y el Clásico Chacabuco, además del Gran Premio San Isidro, el Clásico General Belgrano, el Clásico Vicente L. Casares, el Clásico Otoño y el Clásico Municipal en el Hipódromo de Maroñas en Uruguay. Recordista en pista de arena de Hipódromo de Palermo: 3000 metros en 3'04",200 con 62 kg el 19 de julio de 1953, jamás mejorada. 
En su honor, actualmente en el Hipódromo de La Plata se corre el clásico Especial Yatasto, sobre una distancia de 1.400m , para yeguas de 4 años y más. En otras oportunidades el Especial Yatasto se ha corrido en el Hipódromo de San Isidro, y sobre distancias de 1.600 y 1.200 metros.

## Citas y Referencias
1. ↑  Thoroughbred Heritage (2005). «Gran Premio Carlos Pellegrini».
2. ↑  Anécdotas Hípicas (2007). «Breves Notas sobre el Hipismo en Argentina». Archivado desde el original el 15 de julio de 2012.